# Prisca (emperadriu)
Prisca (en llatí Prisca), va ser una dama romana, esposa de l'emperador Dioclecià.
No es coneix la seva vida, però sembla que hauria pogut ser de religió cristiana, obligada a realitzar sacrificis als déus tradicionals després de la gran persecució de l'any 303.
Al Palau de Dioclecià, a Split, existeixen uns medallons amb l'efígie de l'emperador i de la seva esposa Prisca. Quan Dioclecià es va retirar a Split l'any 305, Prisca va anar amb la seva filla Galèria Valèria i el marit d'aquesta, Galeri, a Tessalònica. Quan va morir Galeri, Valèria va ser obligada a casar-se amb el nou emperador Maximí Daia, però no ho va acceptar i va fugir amb la seva mare Prisca cap a Síria, on van ser detingudes i executades per ordre de Licini I l'any 315.